# Ероуз А4
Ероуз A4 (на английски: Arrows A4) е болид който се състезава за отбора на Ероуз през сезон 1982 от Световния шампионат във Формула 1.